# Москалёв, Игорь Михайлович
И́горь Миха́йлович Москалёв (13 июля 1932, Тула — 21 февраля 2015, Тула) — советский и российский театральный режиссёр и педагог, заслуженный деятель искусств РСФСР (1985).

## Биография
Родился 13 июля 1932 года в Туле. В 1954 году окончил историко-филологический факультет Тульского государственного педагогического института по специальности «Русский язык и литература», а в 1957 году — аспирантуру по русской литературе. В 1957—1958 годах преподавал русский язык и литературу в одной из тульских школ, затем стал инспектором Тульского областного управления культуры и преподавал в театральной студии при Тульском драматическом театре имени М. Горького.
В 1959—1962 годах учился на режиссёрском факультете Театрального училища имени Б. В. Щукина, одновременно был режиссёром театра в городе Белёв Тульской области. С 1963 года стал директором Тульского областного театра кукол, а затем учился у Сергея Образцова на Высших режиссёрских курсах в ГИТИСе. В 1965—1970 годах работал главным режиссёром Татарского театра кукол в Казани, преподавал в театральном училище.
В 1970 году вернулся в Тулу, где стал главным режиссёром Тульского областного театра кукол. За 21 год работы в театре поставил более 60 спектаклей для детей и для взрослых. Преподавал в Тульском областном училище культуры.
В 1992—1995 годах был председателем Комитета культуры администрации Тульской области.
Преподавал в Тульском областном колледже культуры и искусства. В последние годы жизни занимался литературной деятельностью.
Умер 21 февраля 2015 года.

### Семья
- Жена — Людмила Александровна Москалёва (ум. 2010), главный редактор Приокского книжного издательства[3].

## Награды
- Серебряная медаль ВДНХ за пьесу «Шестеро любимых» А. Арбузова (1961).
- Заслуженный деятель искусств РСФСР (24.12.1985)[4].

## Работы в театре

### Тульский театр драмы имени М. Горького
- 1959 — «Шестеро любимых» А. Арбузова
- 1960 — «Два цвета» А. Зака и И. Кузнецова

### Тульский театр кукол
- 1978 — «Филипок» Л. Н. Толстого (к 150-летию со дня рождения Толстого)
- 1980 — «Русское поле» Ю. Лиманова (к 600-летию Куликовской битвы)
- 1982 — «Сказ о туляке — умелом мужике» по легендам тульского писателя И. Ф. Панькина
- 1983 — «Прекрасное предание чудесной старины» по стихам Василия Андреевича Жуковского
- 1985 — «Чудо-городок» по пьесе М. Волынца и З. Кисляковой